# W sypialni
W sypialni − polski dramat filmowy z 2012 roku, napisany i wyreżyserowany przez Tomasza Wasilewskiego. Fabuła filmu skupia się na losach kobiety w średnim wieku, która umawia się z mężczyznami poznanymi w Internecie, by następnie odurzać ich narkotykami i spędzać w ich domach noc. Obraz wyświetlano podczas festiwali filmowych w Czechach, Szwajcarii i Grecji. Film był dystrybuowany za granicą pod tytułem In the Bedroom. Wyprodukowany przez IQ ART Film i OP1 (Producenci: Michał Toczyski, Grażyna Strzałkowska / Koproducenci: Marcin Swystun i Leszek Stanek)

## Obsada
- Katarzyna Herman − Ewa/Edyta
- Tomasz Tyndyk − Patryk
- Agata Buzek − Klaudia
- Mirosław Zbrojewicz − Jacek
- Janusz Chabior − kupiec samochodu

## Nagrody i wyróżnienia
- 2012, Festiwal Polskich Filmów Fabularnych w Gdyni:
  - nominacja do nagrody Złotych Lwów (udział w konkursie głównym: Tomasz Wasilewski)[2]
- 2012, Tofifest:
  - nominacja do nagrody "FROM POLAND. Konkurs Polski" (udział w konkursie: Tomasz Wasilewski)[2]
- 2012, Internationales Filmfestival Mannheim-Heidelberg (IFFMH):
  - Nagroda Jury Ekumenicznego[3]
- 2012, Zurich Film Festival (ZFF):
  - nominacja do nagrody Golden Eye w kategorii najlepszy międzynarodowy film fabularny (wyróżniony: Tomasz Wasilewski)[3]
- 2012, Forum of Independents:
  - nominacja do nagrody[4]
- 2012. Międzynarodowy Festiwal Filmowy w KownieL
  - nominacja do nagrody głównej, oficjalna selekcja
- 2012, Międzynarodowy Festiwal Filmowy w Salonikach: 
  - nominacja do nagrody głównej, oficjalna selekcja
- 2012, Międzynarodowy Festiwal Filmowy w Brisbane:
  - nominacja do nagrody głównej, oficjalna selekcja
- 2012, Festiwal „KinoPolska” w Paryżu
  - Nagroda Główna
- 2013, Międzynarodowy Festiwal Filmowy w Göteborgu:
  - pokaz specjalny
- 2013, Jameson Dublin International Film Festival:
  - pokaz specjalny